# 星川温泉

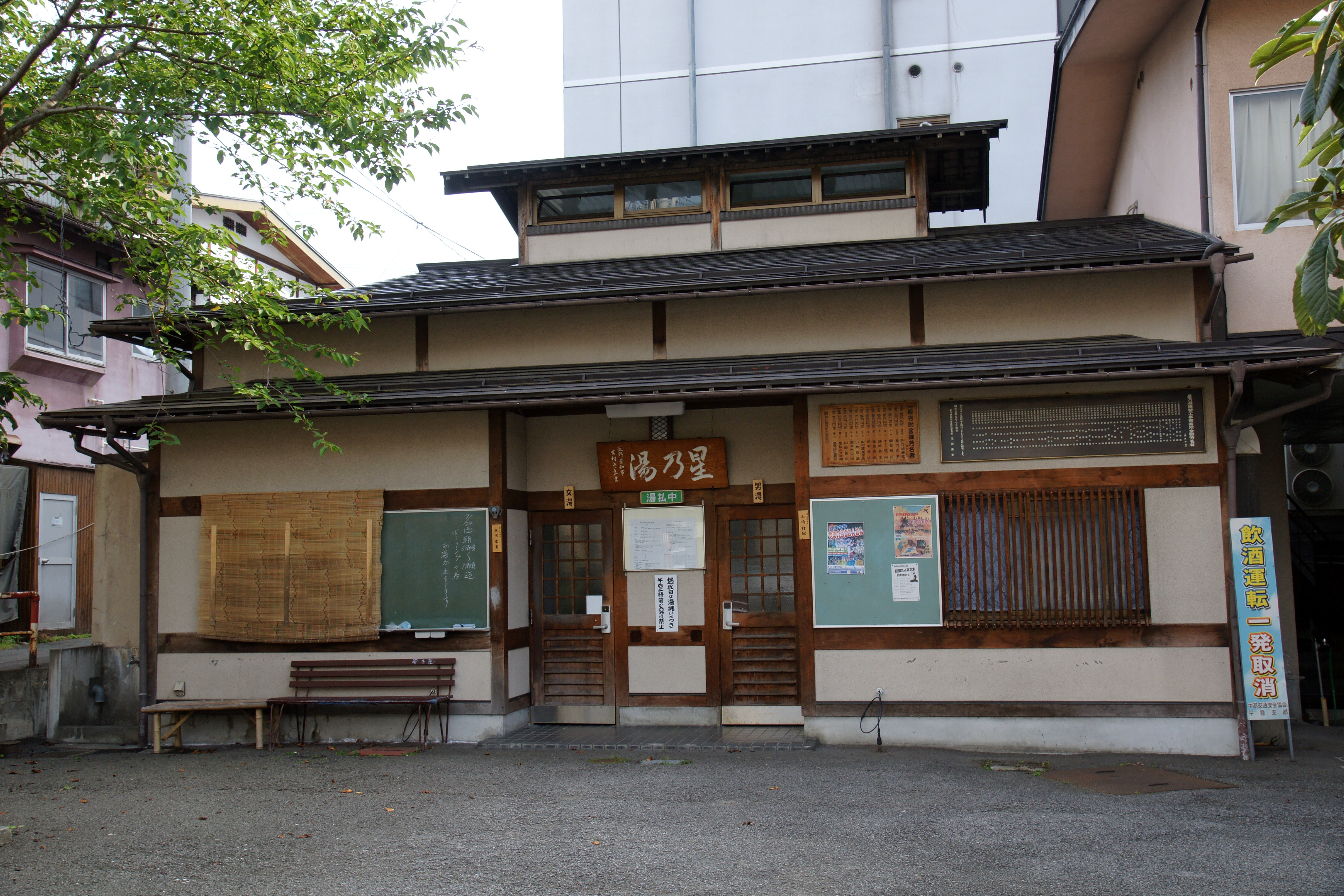
共同浴場「星乃湯」

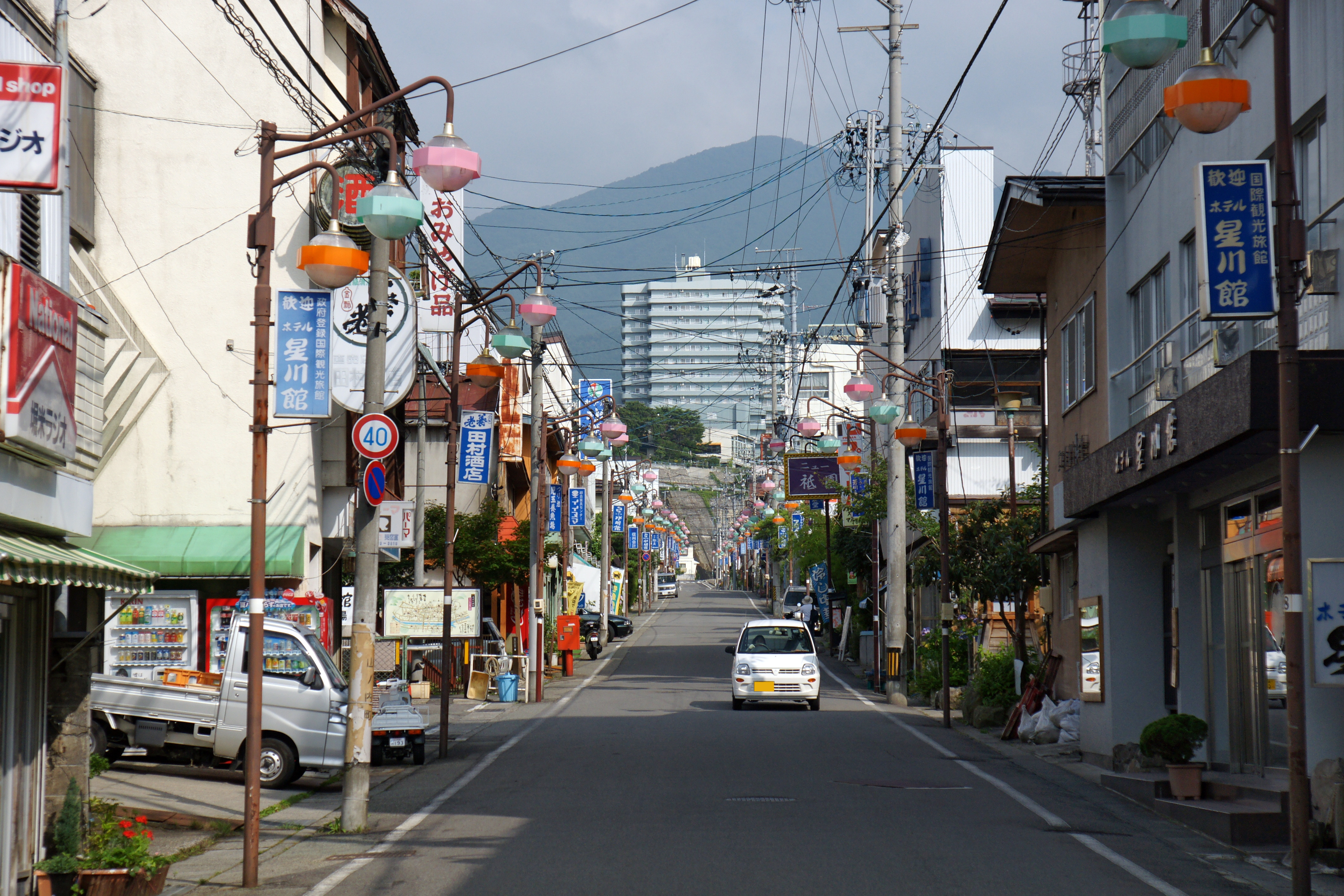
温泉街

星川温泉（ほしかわおんせん）は、長野県下高井郡山ノ内町大字平穏、湯田中渋温泉郷にある温泉。

## 泉質
- 単純温泉、硫黄泉、含食塩芒硝酸塩化水素泉など
  - 源泉温度80℃など

## 温泉街
夜間瀬川右岸の星川橋から栄橋の河川敷に位置する温泉街。湯田中温泉・新湯田中温泉のすぐとなり。小林一茶の庵が当地にあった。
温泉街には共同浴場も有るが一般には開放されていない。湯量は豊富で各宿泊施設によってそれぞれの泉源の特徴を持っている。相田みつをのギャラリーがある。河原から北信五岳を望める。泉源の櫓（観光化してはいない）が各所にある。
伊藤左千夫は当地を「湯田中の川原に立ちて 〜」と詠んだ。

## 歴史
古くから河原に温泉が沸いており、上河原温泉郷と呼ばれていた。下河原は現在の上条温泉。
- 1910年（明治43年）8月、東日本一帯の豪雨水害で当地にも爪あとを残す。温泉街全流失。昭和初期まで街の復興を実施、新堤防に守られる。

## 交通アクセス
- 鉄道：長野電鉄湯田中駅下車徒歩1〜10分。
- 道路：上信越自動車道:信州中野ICより国道292号を経由、戸狩・湯田中ICすぐ。
- 徒歩：穂波温泉より5分、湯田中温泉より5分、新湯田中温泉より5分、安代温泉より10分。